# Colletes intricatus
Colletes intricatus är en biart som beskrevs av Smith 1879. Colletes intricatus ingår i släktet sidenbin, och familjen korttungebin. Inga underarter finns listade i Catalogue of Life.